# Jean Dréville
Jean Dréville (* 20. September 1906 in Vitry-sur-Seine; † 5. März 1997 in Paris) war ein französischer Filmregisseur und Drehbuchautor.

## Leben
Jean Dréville arbeitete zunächst u. a. als Filmjournalist und Herausgeber von Filmkunst-Magazinen, bevor er noch vor dem Beginn der Tonfilm-Ära zum Film kam. Neben seiner Regietätigkeit, in der eher durchschnittliche Filme entstanden, war Dréville als Funktionär mehrerer berufsständischer Organisationen des Filmgewerbes aktiv.

## Filmografie (Auswahl)
- 1937: Mama Kolibri (Maman colibri)
- 1945: Der Nachtigallenkäfig (La Cage aux rossignols)
- 1946: Entfesselte Leidenschaften (Ferme du pendu)
- 1947: In Teufels Krallen oder Der Doppelgänger (Copie conforme)
- 1948: Die Nervensägen (Les casse-pieds)
- 1949: Rückkehr ins Leben (Retour à la vie)
- 1952: Das Geheimnis vom Bergsee (auch französ. Vers. La fille au fouet)
- 1952: Die sieben Sünden (Les sept péchés capitaux) - Regie der 2. Episode
- 1953: Hélène Boucher: Ein Fliegerleben (Horizons sans fin)
- 1954: Bartholomäusnacht (La reine Margot)
- 1955: Zwischenlandung in Paris (Escale à Orly)
- 1958: Der unfreiwillige Raketenflieger (A pied, à cheval et en spoutnik)
- 1958: Die Nacht hat schwarze Augen (Fekete szem ejszakaja)
- 1960: Normandie-Njemen
- 1962: Der junge General (La Fayette)
- 1969: Die Lederstrumpferzählungen (TV)